# Léon Colombier
Léon Colombier (4 janvier 1869 - 30 mai 1960), est un artiste peintre qui adhéra au Groupe des Treize fondé par Clément Brun et à la Société Vauclusienne des Amis des Arts, fondée le 1er mai 1899.

## Biographie
Né à Paris le 4 janvier 1869, il revint à Roquemaure, au début des années 1890. Ce retour dans la cité de ses ancêtres paternels fut pour lui l'occasion de rencontrer Paul Saïn ainsi que Pierre Grivolas professeur à l’École des Beaux-Arts d'Avignon. Il s'installa alors dans la cité des papes au n° 110 rue de la Balance. Avec les Treize, il participa à une première exposition le 21 décembre 1912 qui connut un franc succès, suivie d'une seconde exposition le 18 décembre 1913, qui fut aussi la dernière du Groupe. Il  meurt à Cavaillon le 30 mai 1960.